# Bataille de Novomykhaïlivka
Invasion de l'Ukraine par la Russie
Guerre du Donbass
Batailles
Offensive de Kiev (Jytomyr, Kiev) : 
- 1re Hostomel
- Tchernobyl
- Ivankiv
- Kiev
- 2e Hostomel
- Vassylkiv
- Boutcha
- Irpin
  - Bombardement de réfugiés
- Jytomyr
- Mochtchoun
- Makariv
- Brovary

Offensive du Nord (Tchernihiv, Soumy) :
- Hloukhiv
- Slavoutytch
- Bombardements
- Soumy
- Trostianets
- Tchernihiv
- Okhtyrka
- Lebedyn
- Konotop
- Romny
- Desna
- Escarmouches frontalières

Russie  (Briansk, Belgorod) :
- Incursions en Russie occidentale
  - Oblast de Briansk
  - Oblasts de Belgorod et de Koursk
    - Incursions de 2024

  - Bombardement de Belgorod
- Oblast de Koursk (août 2024)

Campagne de l'Est (Donetsk, Louhansk, Kharkiv)
Kharkiv :
- 1re Kharkiv
  - Tchouhouïv
  - Bombardements : en février
  - en mars
  - en avril
  - du bâtiment administratif
- Izioum
- 2e Kharkiv
  - Balaklia
  - 1re Koupiansk
  - Chevtchenkove
- 3e Kharkiv

Nord du Donbass:
- Starobilsk
- Sloviansk
  - Dovhenke
  - 1re Lyman
  - Sviatohirsk
  - Bohorodychne et Krasnopillia
  - Bombardements : Bilohorivka
  - Kramatorsk
- Sievierodonetsk
  - Kreminna
  - Donets
  - Roubijné
  - Popasna
  - Tochkivka
  - Massacre
- Lyssytchansk
- 2e Kharkiv
  - Balaklia
  - 1re Koupiansk
  - Chevtchenkove
  - 2e Lyman
- Oblast de Louhansk
  - Ligne Svatove-Kreminna
  - Serebryansky
  - 2e Koupiansk

 Centre du Donbass:
- Horlivka
- Popasna
- Svitlodarsk
- Bakhmout
  - Soledar
- Siversk
- Tchassiv Iar
- Toretsk

Sud du Donbass :
- Volnovakha
- Marioupol
  - Bombardements : de l'hôpital
  - du théâtre
  - de l'école d'art
- Pisky
- Vouhledar
  - Pavlivka
- Marïnka
- Contre-offensive de 2023
- Avdiïvka
- Novomykhaïlivka
- Pokrovsk
  - Krasnohorivka
  - Toretsk
- Bombardements :
- Makiïvka
- Donetsk

Campagne du Sud (Mykolaïv, Kherson, Zaporijjia)
- 1re Kherson
- Odessa
- Melitopol
- Mykolaïv
  - Bombardements : à fragmentation
  - du bâtiment administratif
- 1re Berdiansk
- Zaporijjia
- Tchornobaïvka
- Enerhodar
- Voznessensk
- Houliaïpole
- Davydiv Brid
- 2e Berdiansk
- Nova Kakhovka
- 2e Kherson
  - Doudtchany
- Dniepr
- Tchoulakivka
- Contre-offensive de 2023
  - Robotyne

Frappes aériennes dans l'Ouest et le Centre de l'Ukraine
- Lviv (02/2022)
- Vinnytsia (03/2022)
- Yavoriv (03/2022)
- Deliatyne (03/2022)
- Dnipro

Guerre navale
- Île des Serpents (02/2022)
- Moskva (04/2022)

Attaques en Crimée
- Novofedorivka (08/2022)
- Djankoï (08/2022)
- Pont de Crimée (10/2022)
- Base navale de Sébastopol (10/2022)
- Pont de Crimée (07/2023)
- Base navale de Sébastopol (09/2023)

Débordement
- Aéroport de Millerovo
- Sabotages en Russie
- Attaques en Transnistrie
- Sabotage des gazoducs Nord Stream
- Terrain d'entraînement militaire de Soloti
- Explosions en Pologne
- Bases aériennes de Dyagilevo et Engels-2
- Base aérienne de Minsk-Matchoulichtchi
- Crise russo-moldave de 2023
  - Accusations de tentative de coup d'État en Moldavie
- Incident de drone de 2023 en mer Noire
- Rébellion du groupe Wagner

Massacres
- Tchernihiv
- Boutcha
- Borodianka
- Olenivka
- Izioum

La bataille de Novomykhaïlivka est une bataille qui oppose les Forces armées russes, aidées des forces séparatistes du Donbass d'un côté et les Forces armées ukrainiennes d'autre part. Elles se disputent la ville de Novomykhaïlivka, située dans la région du Donbass, à moins de 10 km environ au sud de Marïnka et à une quinzaine de kilomètres au sud-ouest de Donetsk, chef-lieu de l'oblast du même nom. Le village tombe définitvement le 28 avril 2024, après une importante offensive russe de plusieurs mois.

## Contexte
Novomykhaïlivka est une petite bourgade de 1500 habitants. À l'instar de Marïnka, elle se situe à proximité immédiate du front établi en 2015 durant la guerre du Donbass. Le village avait déjà été le théâtre de combats, défendu par la 28e brigade ukrainienne, les 29 octobre et 18 décembre 2014 ainsi que 3 juin 2015 lors de la première bataille de Marïnka. Au 24 février 2022, la distance qui sépare Novomykhaïlivka du territoire séparatiste est de moins de 15 km. Bien que bombardé, l'effort est mis sur Marioupol et Volnovakha afin d'encercler le dispositif ukrainien dans le Donbass. Novomykhaïlivka est ensuite relativement épargnée, les objectifs russes dans la région se concentrant sur Avdiïvka, Marïnka et Vouhledar. À partir d'octobre 2023, parallèlement aux offensives sur Avdiïvka et Marïnka, le village est massivement attaqué.

## Forces en présence

### Russie
Forces armées russes
- Armée de terre russe
  - 1er corps d'armée
    - 7e bataillon spécial "Ranger"
    - 105e régiment de fusiliers motorisés[4]

  -  8e armée combinée
    -  20e division de fusiliers motorisés de la Garde (à partir de 2023)
      - 10e régiment de chars
      - 33e régiment de fusiliers motorisés[5]
      - 242e régiment de fusiliers motorisés[6]
      - 255e régiment de fusiliers motorisés[6]

  -  29e armée combinée
    - 139e brigade d'assaut[6]

  -  68e corps d'armée
    -  39e brigade de fusiliers motorisés de la Garde (à partir de 2023)[5]
    - 18e division de mitrailleuse et d'artillerie (à partir d'octobre 2023)
      - 46e régiment de mitrailleuse et d'artillerie
      - 49e régiment de mitrailleuse et d'artillerie

    - 318e bataillon d'artillerie à roquette
- Marine russe
  - Flotte du Pacifique
    -  155e brigade d'infanterie navale de la Garde[7]
- Troupes territoriales :
  - 430e régiment de fusiliers motorisés

### Ukraine
Forces armées ukrainiennes
- Armée de terre ukrainienne
  -  33e brigade mécanisée (à partir de février 2024)
  -  72e brigade mécanisée (à partir d'octobre 2022)
- Forces d'assaut aérien ukrainiennes
  -  79e brigade d'assaut aérien (à partir d'août 2022)
- Force de défense territoriale
  -  105e brigade de défense territoriale (à partir de 2024)
  -  116e brigade de défense territoriale (à partir de 2023)

## Déroulement de la bataille

### Premiers bombardements et assauts limités (mai 2022 - juillet 2023)
Au 24 février 2022, le secteur de Marïnka-Novomykhaïlivka est tenu par la 54e brigade mécanisée qui s'efforce surtout de stopper les russes plus au nord à Marïnka. Le 12 mai, un assaut russe est repoussé, les assaillants perdant un T-72, un BMP-3 et un camion. Le 25 mai 2022, une vidéo publiée par les Forces armées russes montre un bombardement à l'aide de munitions thermobariques tirées par des lanceurs TOS-1 sur la ville. Les jours suivants, les Russes poursuivent avec des tirs d'artillerie incessants et des missiles de MLRS sur le village et des positions ukrainiennes au sud,,. Plus au nord, Marïnka subit de violentes attaques russes. En septembre, le village est à nouveau la cible de bombardements russes. Le 26 septembre, la 79e brigade d'assaut aérien repousse un assaut mécanisé au sud de la ville détruisant deux véhicules BMP-1 et un MT-LB. En décembre 2022, alors que Marïnka subit de nombreuses attaques, Novomykhaïlivka endure plusieurs assauts repoussés par les ukrainiens. Le 6 décembre, les russes perdent cinq blindés dans un accrochage dont deux chars et trois véhicules BMP. Le 28 février, un nouvel assaut russe atteint l'entrée du village mais est une nouvelle fois repoussé causant la perte de cinq blindés. Le 26 mars 2023, les Russes lancent un assaut d'infanterie appuyé par un char T-72. La 79e brigade repousse l'attaque endommageant le char et infligeant des pertes aux soldats bloqués dans un champ à découvert à l'aide de grenades lancées par des drones,. Le 22 mai, les ukrainiens mènent une contre-attaque au nord-est du village. Les Russes répliquent avec des tirs de missiles de MLRS.
Le 8 juin, la 39e brigade de fusiliers motorisés russe bombarde les positions ukrainiennes sur le village. Entre les 18 et 22 juin, les Russes mènent une série d'attaques au nord-est du village repoussées par un effort conjoint des 79e brigade et du 146e bataillon de la 116e brigade de défense territoriale. Un char T-54, deux véhicules BMP-3, un MT-LB et un autre char sont perdus par les Russes,,.

### Escalade (juillet - octobre 2023)
Le 15 juillet, l'artillerie du 68e corps d'armée russe bombarde le village. À partir de la fin juillet, les bombardements Russes s'intensifient dans la zone avec de l'artillerie ainsi que de bombes FAB-500kg,,. Le 16, deux systèmes antiaériens Strela-10 ukrainiens sont détruits par des drones kamikazes. Le 8 septembre, État-major général des forces armées ukrainiennes signale que les forces russes mènent des opérations offensives infructueuses près d'Avdiivka, Keramik (14 km au nord-ouest d'Avdiivka), Marïnka (à la périphérie ouest de la ville de Donetsk), Krasnohorivka (directement à l'ouest de la ville de Donetsk) et Novomykhaïlivka. Les bombardements se poursuivent pendant tout le mois de septembre dans le village et à Kostiantynivka. Les 24 et 25 septembre, après des bombardements, des éléments des 255e régiment et 33e régiment de fusiliers motorisés de la 20e division de fusiliers motorisés de la Garde mènent plusieurs assauts sur les positions ukrainiennes qui sont à nouveau repoussés par les parachutistes de la 79e brigade. Les Russes perdent six chars.

### Offensive d'ampleur russe (9 octobre 2023 - 3 avril 2024)
Le 9 octobre, les forces russes lancent une offensive d'ampleur dans le secteur de Donetsk, attaquant massivement les lignes ukrainiennes entre Avdiïvka, Marïnka et Novomykhaïlivka. La 39e brigade perd quatre blindés au cours de l'attaque. Elle renouvelle un assaut le lendemain du côté de Sodolke au cours duquel elle perd à nouveau six blindés. Un assaut mécanisé est renouvelé le 12 juin où les Russes tentent de percer entre les deux villages. La colonne est stoppée par des tirs de l'artillerie,  et l'infanterie neutralisée à l'aide de drones FPV kamikazes,. La 39e repart au combat le 26 octobre, toujours sans succès perdant trois chars T-80BV. Quelques assauts se poursuivent en novembreet jusqu'en début décembre toujours sans succès et entraînant des pertes en blindés. Le 16 décembre, les Russes enregistrent quelques gains tactiques au nord du village depuis Marïnka.
Le 21 décembre, les forces russes repassent massivement à l'attaque, tentant de pénétrer dans le village par le sud. Elles sont étrillées et subissent de lourdes pertes sans enregistrer de gain important. D'autres assauts se poursuivent jusqu'au 25. Une trentaine de blindés sont perdus ou abandonnés dont cinq T-80BV, deux T-62M, 18 MT-LB, 6 BMP-1. Le 22 décembre, l'Institut pour l'étude de la guerre note le déploiement de la 155e brigade d'infanterie de marine de la Garde dans le secteur. Le 23 décémbre, les Russes bombardent massivement les positions ukrainiennes dans le village et autour à l'aide de munitions thermobariques, d'artillerie de calibre 122mm, de sous-munitions. Le rythme des assauts se poursuivent au mois de janvier toujours avec des pertes importantes en hommes et en véhicules. Le 30 janvier, une nouvelle colonne russe s'élance à l'ouest de Sodolke. Ils sont accueillis par la 72e brigade mécanisée qui riposte et leur inflige des pertes. Une dizaine de blindés sont détruits en trois heures : plusieurs MT-LB (7 selon Newsweek, 9 selon Warspotting), trois chars T-72, un à deux véhicules BMP, d'autres véhicules sont également abandonnés,,. Les Russes renouvellent leurs attaques en février. Le 6, ils tentent de pénétrer dans le village par l'est mais sont repoussés : huit blindés sont endommagés et abandonnés dont quatre chars T-80, un MT-LB et un BMP sont détruits. Le lendemain, des images géolocalisées indiquent que des éléments de la 155e brigade d’infanterie navale russe sont entrés dans l’est de Novomykhaïlivka le long de la rue Lénine. Au cours du mois, 17 autres blindés sont détruits et 12 endommagés et abandonnés,. Le 5 ou le 7 mars, une compagnie mécanisée de la 39e brigade parvient à atteindre l'entrée sud du village avant d'être repoussée perdant dix chars et blindés,. Les jours suivants, la 155e brigade cherche à pénétrer par le nord ; elle parvient à détruire un char ukrainien le 13 mars.
Le 1er avril, un important assaut mécanisé tente un nouvelle fois d'entrer dans le village par le nord. La colonne, qui est attaquée par des éléments des 72e et 79e brigades est prise au piège entre les mines, les tirs d'artillerie et d'ATGM et est détruite. L'engagement se poursuit avec l'infanterie qui a survécu et qui cherche à trouver refuge en lisière de bois et dans des maisons ;  mais, la plupart des assaillants sont neutralisés par des tirs de drones. Onze blindés sont perdus dont six détruits,,.

### Retrait ukrainien et prise de la ville (3 - 28 avril 2024)
Le 3 avril, des milblogueurs russes affirment que les forces russes ont avancé près du jardin communautaire Mashinostroitel au nord de Novomykhaïlivka et de 500 mètres au sud-ouest de la rue Timiryazeva dans le sud de Novomykhailivka. Le lendemain, ces mêmes milblogueurs russes affirment que les Russes occupent la majeure partie du village et que les Ukrainiens ne tiennent plus que des positions dans la périphérie ouest. Le 6 avril, une vidéo géolocalisée montre que les troupes russes ont avancé de 400 m et occupent désormais plus de la moitié du village. Des images géolocalisées publiées le 9 avril montrent que les forces russes ont avancé vers l’ouest le long de la rue Tsentralna. Le commandement des forces d'assaut aérien ukrainiennes déclare le même jour que les forces ukrainiennes ont détruit plus de 18 véhicules russes à Novomykhaïlivka au cours des trois derniers jours, dont trois chars et huit véhicules de combat. Le 21 avril, les Russes publient une photo d'un drapeau russe hissé à l'ouest de la ville. Le 28 avril après plus de six mois de défense ininterrompue, la 79e brigade d'assaut aérien se replie et abandonne le village.

## Pertes
Jusqu'en avril 2024, les Russes ont perdu plus de 300 véhicules militaires dans la région de Novomykhaïlivka. Ceci implique des pertes humaines d'environ 13 000 tués et blessés. Cela comprend des dizaines de chars, des chars des années 50 et 60, T-54 et T-62, aux modèles plus récents T-72 et T-80. Selon Forbes (magazine), « au prix de 320 véhicules et potentiellement de milliers de soldats sur six mois, l'armée russe a avancé de quatre milles dans et à travers Novomykhaïlivka ». La 79e brigade d'assaut aérien ukrainienne s'illustre au cours des 6 mois, en publiant les vidéos de ses succès militaires. Elle publie une carte indiquant l'emplacement du matériel neutralisé et affirme que le secteur était devenu « l'un des plus grands cimetières de matériel russe »,.